# Apl.de.ap
А́ллен Піне́да Лі́ндо (англ. Allan Pineda Lindo, народ. 28 листопада 1974, Філіппіни) — учасник колективу The Black Eyed Peas, який виступає під псевдонімом apl.de.ap.

## Біографія та творчість

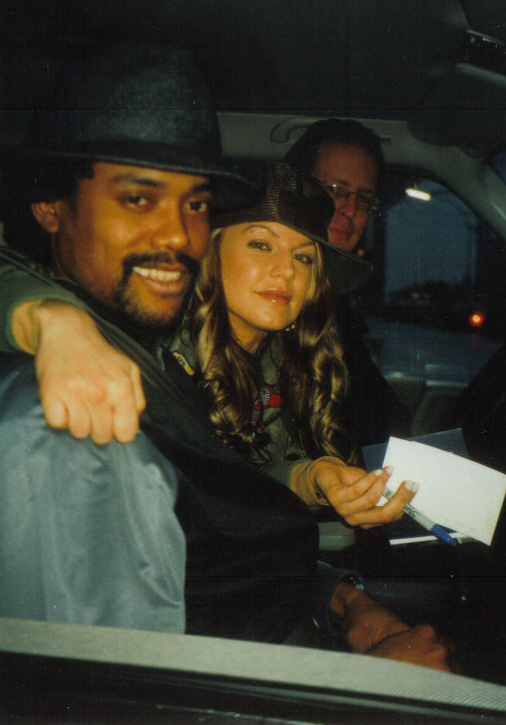
apl.de.ap і Фергі

Народився 28 листопада 1974 року, на Філіппінах. З ранніх років його взяли на догляд названі батьки.
У восьмому класі залишив школу разом зі своїм товаришем Вільямом Адамсом. Разом вони створюють танцювальну групу «Tribal Nation». Завдяки знайомству з Віллом Адамсом Аллен вивчив англійську мову (хоча досі говорив з акцентом) і в пошуках слави вирушили разом з Адамсом до Голлівуду. Після перших невдач і розчарувань Аллена і Вільяма помітив музикант Eazy-E. Трохи пізніше перейменовуються в «Atban Klann». Після приходу до групи MC Джеймі Гомеса, вони стають «The Black Eyed Peas».
Аллен взяв собі псевдонім apl.de.ap (епл.де.ап). У колективі грає роль виконавця пісень тагальською мовою. У 2003 році на пару з товаришем по команді will.i.am пише пісню «The apl song», про надзвичайно важке життя на Філіппінах. У 2005 році з тим же товаришем пише жартівливу пісню (сюжет майже такий же, як і в минулій пісні) «Bebot».
Під керівництвом will.i.am збирається записати сольний диск філіппінською мовою.
Співав з такими знаменитостями як Мадонна, Фергі, will.i.am та інші.
Фергі також була учасницею групи The Black Eyed Peas

## Особисте життя
Зараз Аллен в шлюбі з Христиною Пайнеда (англ. Cristina Pineda). Живе в Лос-Анджелесі з дружиною і братом Арнелом (Arnel).